# الدوري الأمريكي لكرة السلة للمحترفين 1995–96
الدوري الأمريكي لكرة السلة للمحترفين 1995–96 (بالإنجليزية: 1995–96 NBA season)‏ هو موسم من إن بي أي. أقيم خلال الفترة 3 نوفمبر 1995 وحتى 16 يونيو 1996، وأشرف على تنظيمه إن بي أي، وفاز فيه شيكاغو بولز.